# الیس، کیپ شرقی
الیس، کیپ شرقی (به لاتین: Alice, Eastern Cape) یک شهرک در آفریقای جنوبی است که در کیپ شرقی واقع شده‌است.